# Соробан

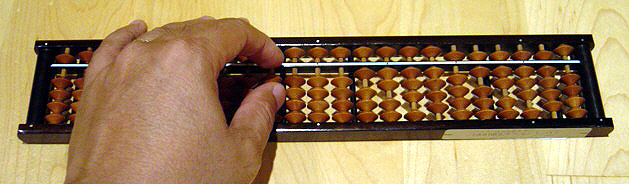
Соробан с представленным на нём числом 1234567890

Соробан (яп. 算盤, そろばん, «счётная доска») — японские счёты (абак). Происходят от китайского суаньпаня, завезённого в Японию в Средние века (по некоторым сведениям, в XVI в.) В настоящее время соробан продолжает использоваться преимущественно для обучения счёту в начальной школе.

## Устройство

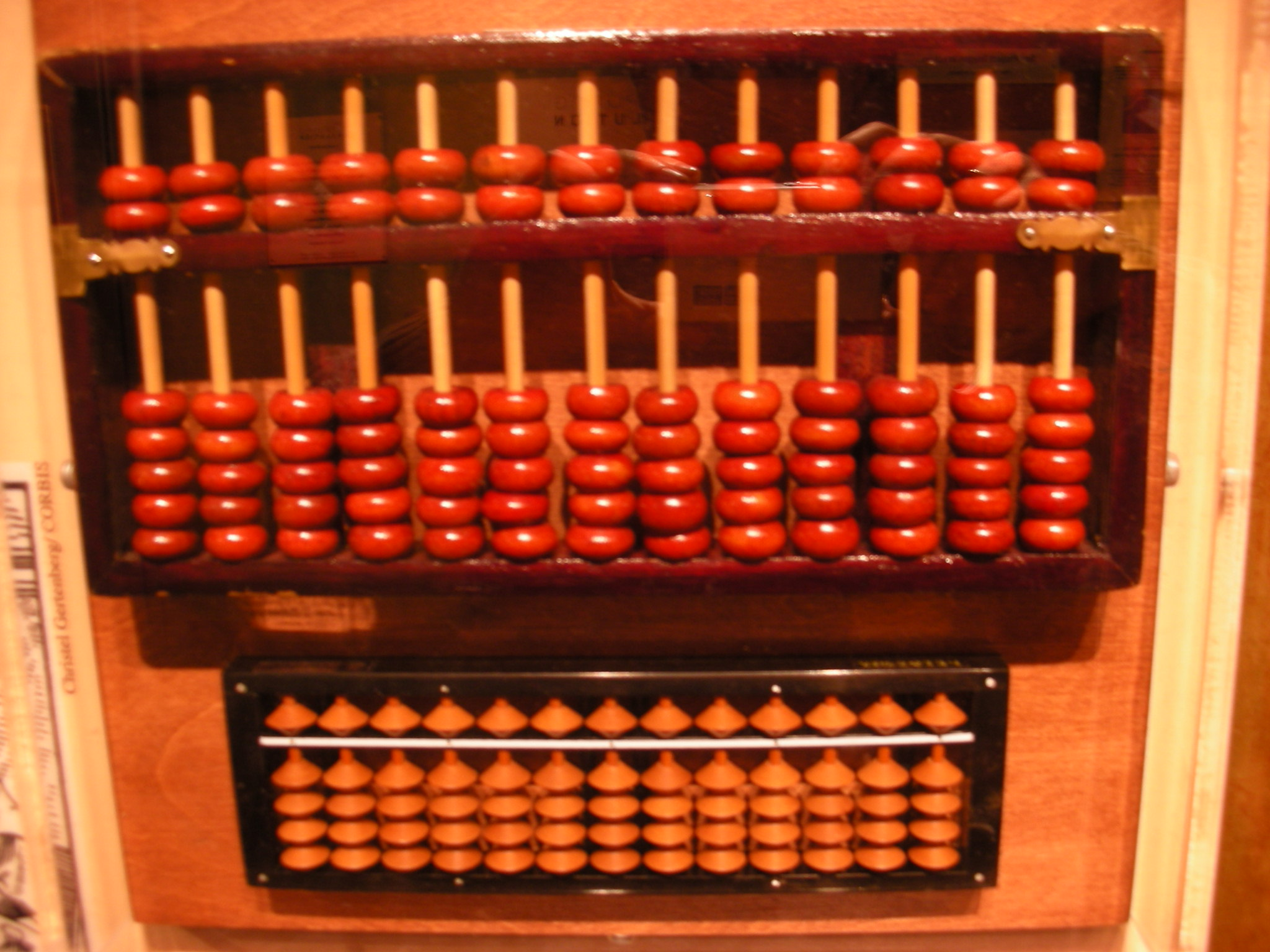
Суаньпань (вверху) и соробан (внизу). Два абака, представленные здесь, имеют стандартный размер и по тринадцать прутов каждый.

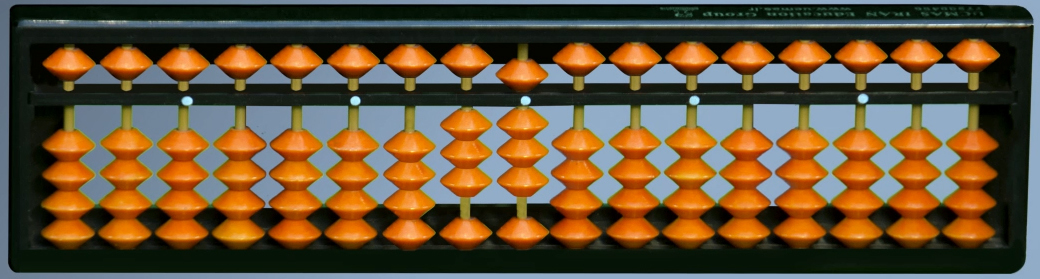
Вариант соробана.

Соробан состоит из нечетного количества вертикально расположенных прутов, каждая из которых имеет по пять костяшек: одну отдельную, обозначающую пято́к и называемую годама (五玉), и четыре костяшки, называемые итидама (一玉), каждая из которых обозначает единицу. Каждый набор костяшек каждого прута разделен перекладиной, так называемой счётной планкой. Количество и размер костяшек на каждом пруте делают стандартный 13-разрядный соробан намного менее громоздким, чем стандартный суаньпань с таким же числом разрядов. 
Количество разрядов в соробане всегда нечётное и не меньше семи. У базовых моделей их обычно тринадцать, но на практических или стандартных моделях их число увеличивается до 21, 23, 27 или даже 31, что позволяет вычислять бо́льшие числа или набирать несколько разных чисел одновременно. Каждый прут представляет собой цифру, а большее количество прутов позволяет изображать больше цифр либо в единственном числе, либо при вычислениях.
Костяшки и пруты изготовляются из самых разных материалов. Большинство соробанов, производимых в Японии, изготовлены из дерева и имеют деревянные, металлические, ротанговые или бамбуковые пруты, по которым скользят костяшки. Сами костяшки обычно биконические. Обычно они производятся из дерева, хотя костяшки некоторых соробанов, особенно произведённых за пределами Японии, могут быть мраморными, каменными или даже пластмассовыми. Стоимость соробана соизмерима с материалами, использованными при его изготовлении.
Отличительная особенность соробана в сравнении с его китайским кузеном, — точка, отмечающая каждый третий прут. Это единичные пруты, каждый из которых предназначен для обозначения последней цифры целой числовой части расчётного ответа. Любое число, набранное на прутах справа от этого отмеченного прута, есть часть десятичной дроби ответа, если только число не является частью вычисления деления или умножения. Пруты единиц слева от отмеченного также помогают определить значение разряда, отмечая классы числа (например, класс тысяч, миллионов и т. д.). Суаньпань обычно не имеет такой функции.

## Правила счёта
В соробане применяется позиционная десятичная система счисления с позиционным двупятиричным представлением каждого разряда с унарным кодированием числа единиц в унарнопятиричном (итидамы) и унарнодвоичном (годама) разрядах.
Каждый столбец костяшек представляет собой числовой разряд, который справа налево возрастает от единиц до миллионов. Максимальное значение для каждого ряда — девять, умноженное на вес разряда (для разряда единиц максимальное значение — девять, если все итидамы и годама сдвинуты к счётной планке, для десятков — девяносто и так далее). Набор числа осуществляется сдвиганием костяшек от рамки к счётной планке. Таким образом, максимальное число, которое можно набрать на соробане с тринадцатью столбцами целых чисел, составляет десять триллионов без одного (9 999 999 999 999).
Нулевому значению в разряде соответствует положение, когда все итидамы на пруте находятся внизу, а годама — вверху. При увеличении значения на единицу одна итидама поднимается вверх (к счётной планке); таким образом производится набор цифр первого пятка́ текущего десятичного разряда — от нуля до четырёх. Когда все четыре итидамы уже вверху, при прибавлении единицы производится операция записи единицы переноса в следующий пято́к, состоящая из двух действий:
1) сдвигом вниз всех итидам обнуляется предыдущий пято́к;
2) сдвигом вниз годамы записывается единица переноса.
При дальнейшем увеличении на каждую единицу одна итидама снова передвигается вверх; тем самым производится набор цифр второго пятка́ — от пяти до девяти. Таким образом, на одном пруте различными конфигурациями костяшек могут быть представлены все цифры от нуля до девяти, как показано ниже:
|   |   |   |   |   |   |   |   |   |   |
| 0 | 1 | 2 | 3 | 4 | 5 | 6 | 7 | 8 | 9 |

Впоследствии эти цифры можно использовать для представления многозначных чисел. Делается это также, как и в западной десятичной системе счисления: крайняя правая цифра представляет единицы, цифры слева от неё — десятки и т. д. Например, число 8036 представляется следующей конфигурацией:
|  |  |  |  |  |   |   |   |   |  |  |  |  |  |  |  |  |
|  |  |  |  |  | 8 | 0 | 3 | 6 |  |  |  |  |  |  |  |  |

Когда все итидамы уже вверху, а годама внизу, при прибавлении единицы производится операция записи единицы переноса в следующий десятичный разряд, состоящая из трёх действий:
1) сдвигом вниз всех итидам обнуляется предыдущий пяток;
2) сдвигом вверх годамы обнуляется предыдущий разряд;
3) сдвигом вверх одной итидамы в следующий разряд записывается единица переноса.

## Применение в педагогике

### Япония
Есть мнение[чьё?], что школьникам, особенно в младших классах, более понятны, интересны и увлекательны те познания, которые даются не чисто словесно-теоретически, а в ходе соответствующей предметной деятельности. Что позволяет лучше усваивать знания и навыки.
Учитывая это, в Японии многие виды обучения в начальной школе и детских садах основаны на деятельностном подходе.

овладение счётом — сначала через изучение механических счёт и только потом на бумаге, ботанику — через ухаживание за растениями, не говоря уже про опыты на физике, химии и т. п. Хочется побегать или попрыгать между уроками — это естественное желание надо лишь окультурить, а не бороться с ним — на переменах в зале включается музыка, и школьники, особенно младшие, с удовольствием отплясывают…

В Японии проведены сравнительные исследования которые показали, что те учащиеся, где счёту учили с помощью соробана, более успешно впоследствии овладевали математикой, чем те, где счёту обучались по ныне принятому в Европе подходу (на бумаге, а то и на калькуляторах). На начало XXI в. изучение соробана остаётся обязательным в начальной школе для учеников третьего и четвёртого классов. В 2000 году в Японии работало 25 500 частных учебных заведений по обучению работе на соробане.
И хотя производство японских счёт на конец 1990-х годов по сравнению с 1980 годом упало примерно вдвое, когда оно составляло 1,2 млн штук.
Педагогическими применениями соробана заинтересовались на родине счёт — в Китае, где в 1979 году было создано соответствующее национальное общество.

Школы соробана работают в Южной Корее, Бразилии, на Тайване, в Лос-Анджелесе, на Гавайях, словом, там, где достаточно велики японские землячества. На маленьком острове Тонга в Тихом океане местный король настолько увлёкся соробаном, что учредил объединение и периодически посылает преподавателей на повышение мастерства в Японию.